# أديبايو أديغو
عدبيو عدغو (بالإنجليزية: Adebayo Adigun)‏ (مواليد 15 نوفمبر 1990)، هو لاعب كرة قدم كان يلعب كلاعب وسط.

## وصلات خارجية
- أديبايو أديغو على موقع قاعدة بيانات كرة القدم.إي يو (الإنجليزية)
- أديبايو أديغو على موقع Soccerway.com (الإنجليزية)
- أديبايو أديغو على موقع عالم كرة القدم.نت (الإنجليزية)